# Aeschremon disparalis
Aeschremon disparalis là một loài bướm đêm trong họ Crambidae.